# Mademoiselle Luzy
Dorothée Dorinville, död 1830, var en fransk skådespelare.  Hon var känd under artistnamnet Mademoiselle Luzy på Comédie-Française i Paris, där hon var engagerad 1764-1781. 
Hon spelade framför allt subretter i komedier, men gjorde också roller inom tragedi, sjöng och dansade. Hon tillhörde de aktörer som gick i bräschen för att introducera realistiska kostymer på scen. Hon fängslades 1771 i For-I'Évêque sedan hon brutit censurlagarna i en komedi av Imbert.